# Cerimonia di chiusura dei Giochi olimpici

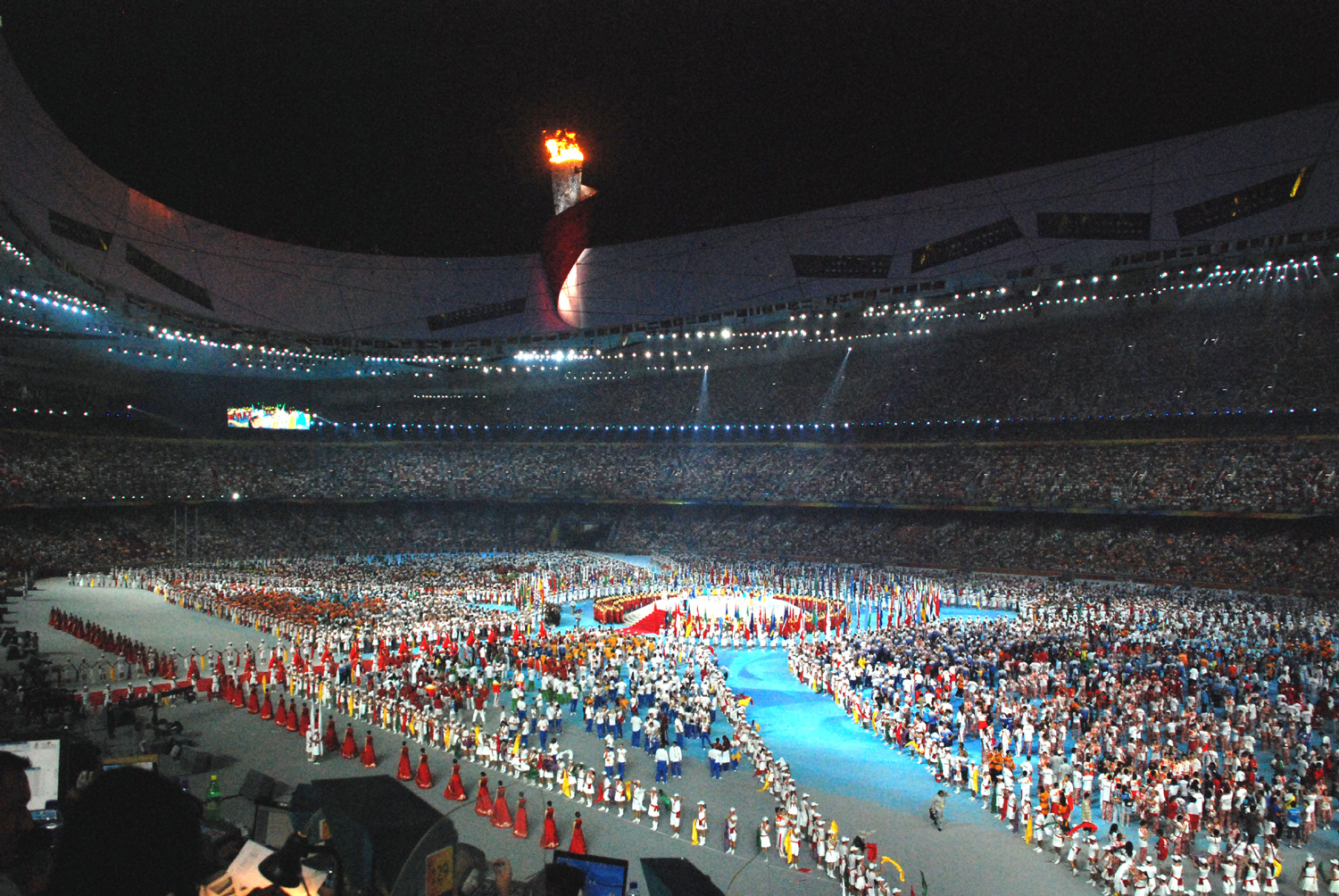
Cerimonia di chiusura dei giochi di Pechino 2008.

La cerimonia di chiusura dei Giochi olimpici è il momento in cui vengono ufficialmente dichiarati chiusi i giochi olimpici. La cerimonia di chiusura, così come quella di apertura, segue un rigido protocollo codificato nella Carta Olimpica, l'insieme di norme che codifica il funzionamento del Comitato Olimpico Internazionale e la celebrazione dei Giochi olimpici.
Al comitato organizzatore di ogni paese spetta la redazione del programma della cerimonia di chiusura che deve essere preventivamente sottoposto e approvato dal CIO.
Gli elementi protocollari della cerimonia di chiusura sono stati stabiliti gradualmente nel tempo e non erano quindi tutti già presenti sin dalla prima edizione dei giochi.

## Fasi della cerimonia
Tutte le parti previste dal protocollo sono annunciate prima in francese, poi in inglese e infine nella lingua del Paese ospitante (quando questa sia diversa dalle prime due), e si alternano a momenti di spettacolo.

### Bandiera e inno nazionale
La cerimonia di chiusura si apre con l'ingresso del Capo di Stato del Paese ospitante (o di un suo rappresentante), accompagnato dal Presidente del Comitato Olimpico Internazionale e dal presidente del comitato organizzatore. Viene quindi suonato l'inno nazionale del Paese ospitante mentre viene issata la sua bandiera.

### Parata delle bandiere e degli atleti

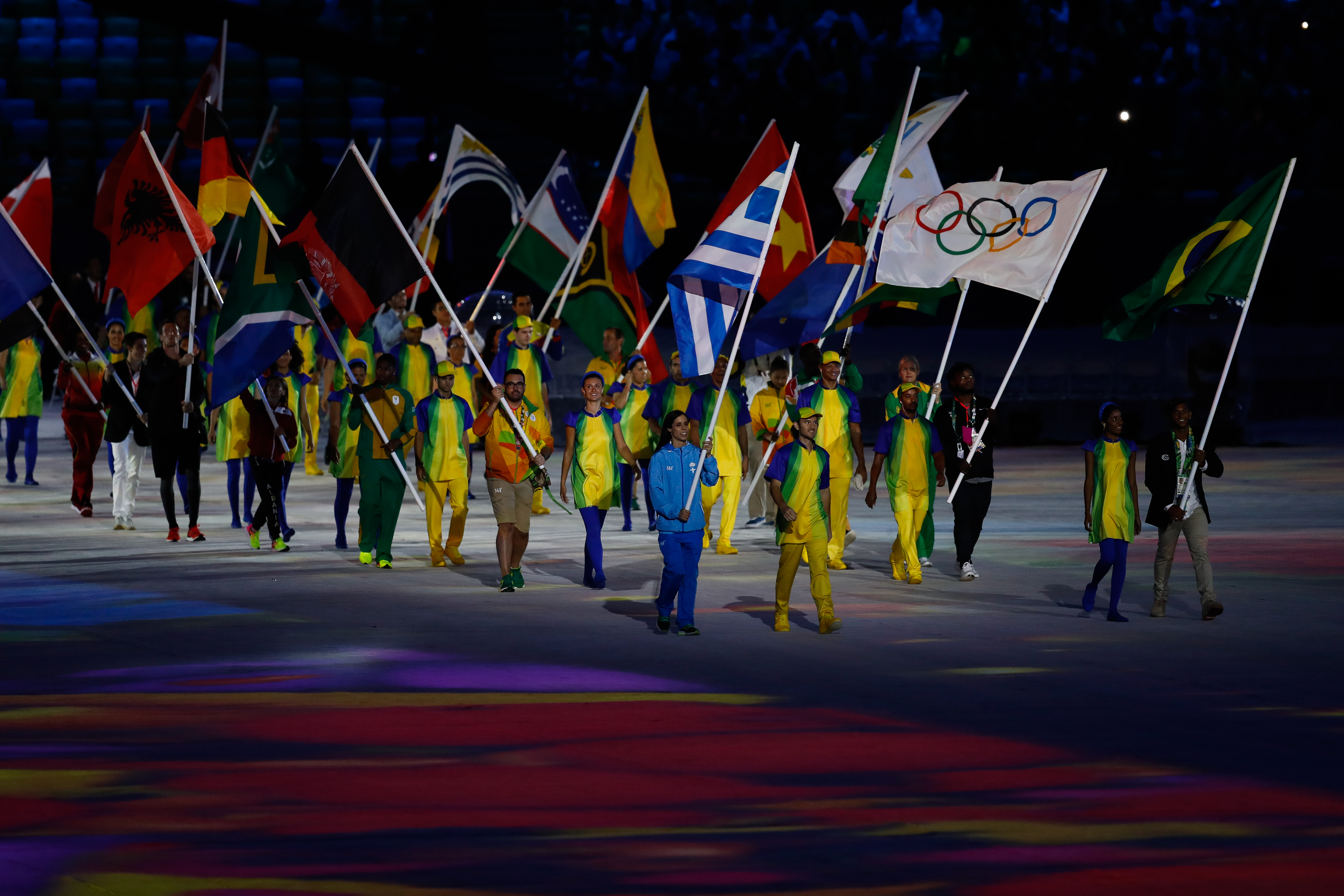
La parata delle bandiere nella cerimonia di chiusura dei giochi di Rio 2016.

Il primo elemento protocollare della cerimonia è la "parata delle bandiere", in cui le bandiere dei Paesi partecipanti entrano nello stadio, portate da un atleta scelto dal proprio comitato olimpico. La prima bandiera a fare ingresso nello stadio è quella della Grecia e l'ultima è quella del Paese ospitante. 
Segue immediatamente la "parata degli atleti", in cui fanno il loro ingresso tutti insieme gli atleti che hanno partecipato ai Giochi non raggruppati per nazionalità e senza un particolare ordine. Questa tradizione ha avuto origine durante i giochi di Melbourne 1956 da un'idea del diciassettenne apprendista carpentiere John Ian Wing, che inviò una lettera anonima al comitato organizzatore suggerendo quest'idea in modo che tutti gli atleti di ogni etnia, nazionalità e religione potessero unirsi e mescolarsi liberamente, marciando come un'unica Nazione mettendo da parte ogni tensione politica e mandando al mondo un messaggio di buona volontà, pace ed armonia.

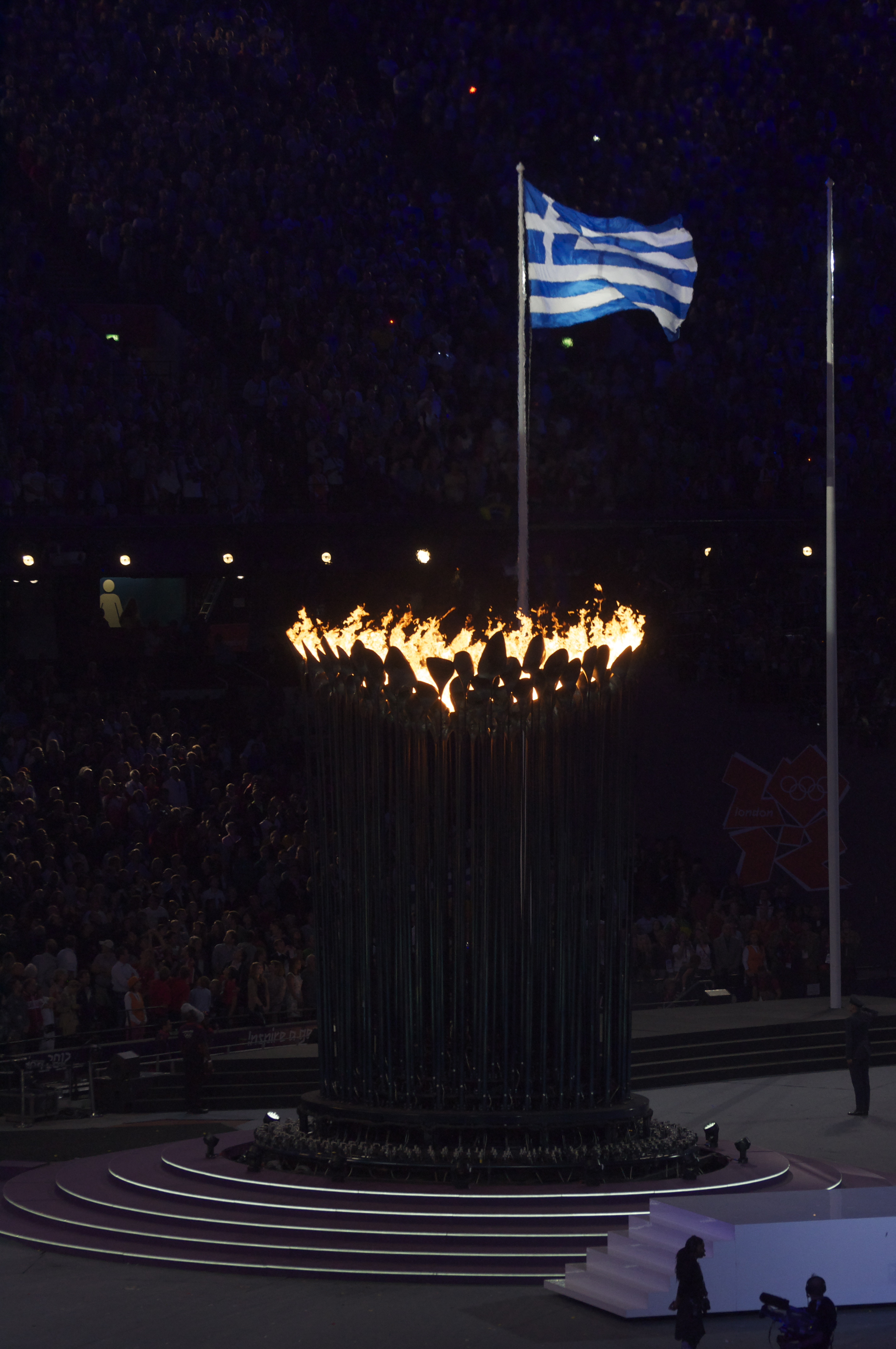
La bandiera greca durante la cerimonia di chiusura dei giochi di Londra 2012.

### Cerimonie di premiazione
Dopo l'ingresso di tutti gli atleti, si tengono le ultime cerimonie di premiazione dei Giochi. Durante le Olimpiadi estive, a partire da Atene 2004, l'evento è di solito la maratona maschile, che si tiene generalmente l'ultimo giorno delle Olimpiadi e quindi termina poche ore prima della cerimonia. Per le Olimpiadi invernali, a partire da Torino 2006, avviene la premiazione della 50 km maschile di sci di fondo. Viene quindi suonato l'inno nazionale del Paese rappresentato dal campione olimpico dell'evento in questione e viene innalzata la relativa bandiera.

### Ringraziamento ai volontari
Vengono quindi presentati i neoeletti membri della Commissione Atleti del Comitato Olimpico Internazionale, eletti durante i Giochi, che regalano un bouquet di fiori a dei rappresentanti dei volontari, in segno di ringraziamento per il loro contributo alla realizzazione dei Giochi.

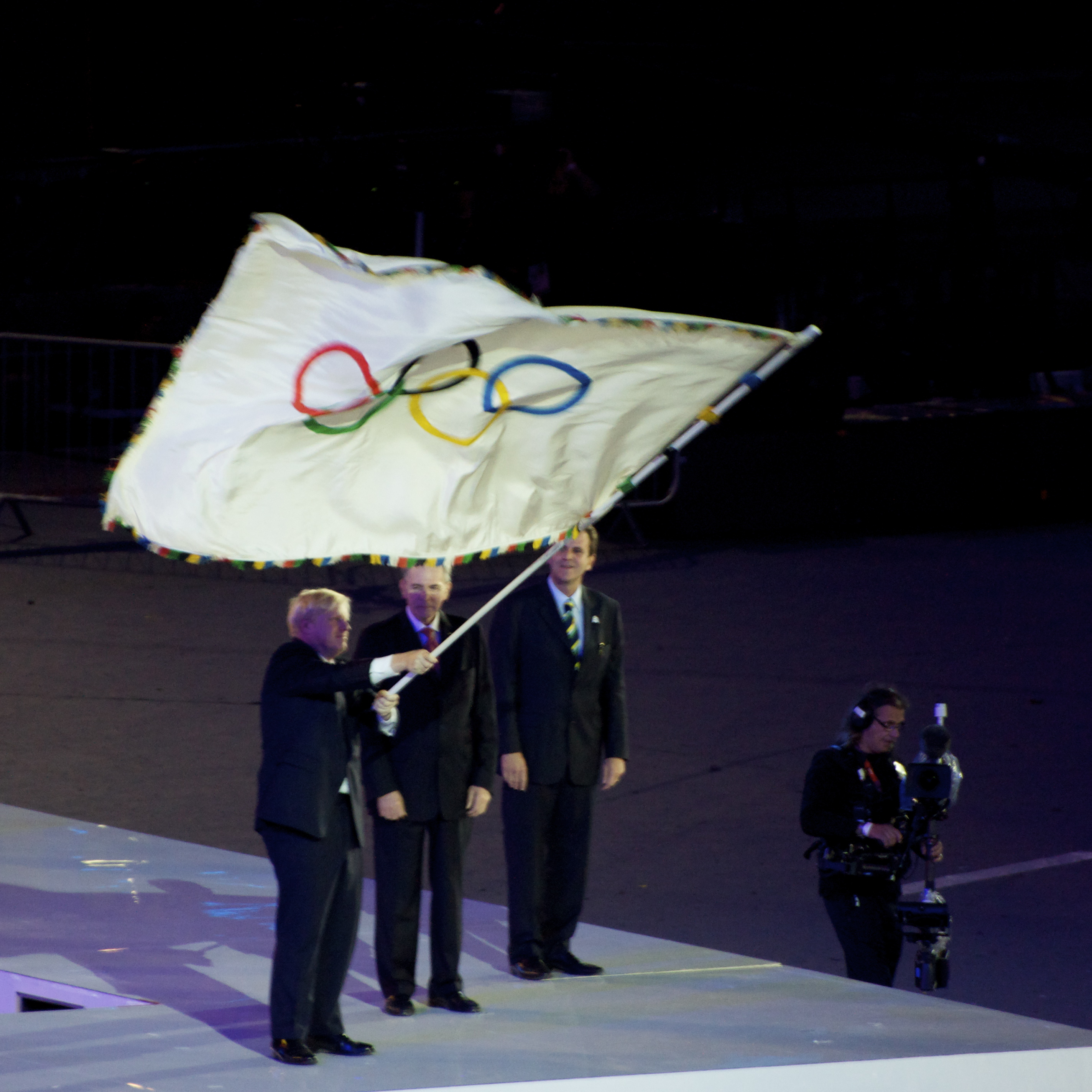
Il passaggio di consegne tra il sindaco di Londra Boris Johnson e quello di Rio de Janeiro Eduardo Paes nella cerimonia di chiusura dei giochi di Londra 2012.

### Passaggio di consegne
Il successivo momento protocollare inizia con l'esecuzione dell'inno nazionale greco e l'innalzamento della bandiera della Grecia, un chiaro collegamento tra i Giochi olimpici antichi e quelli moderni.
Successivamente viene ammainata la bandiera olimpica, che era stata issata durante la cerimonia di apertura, mentre viene suonato l’inno olimpico.

Su un palchetto allestito per l’occasione, il sindaco della città ospitante passa una speciale bandiera olimpica al Presidente del Comitato Olimpico Internazionale, che a sua volta la passa al sindaco della città che ospiterà i Giochi olimpici successivi che la sventola per otto volte. Tale cerimonia è anche nota come cerimonia di Anversa, poiché la tradizione è iniziata nell'edizione di Anversa 1920. Viene quindi innalzata la bandiera del Paese che ospiterà i Giochi olimpici successivi mentre viene suonato il relativo inno nazionale. Alla città ospitante dell'edizione successiva è dedicato uno spettacolo artistico della durata di otto minuti, in cui la nuova città olimpica si presenta mostrando aspetti della propria cultura.

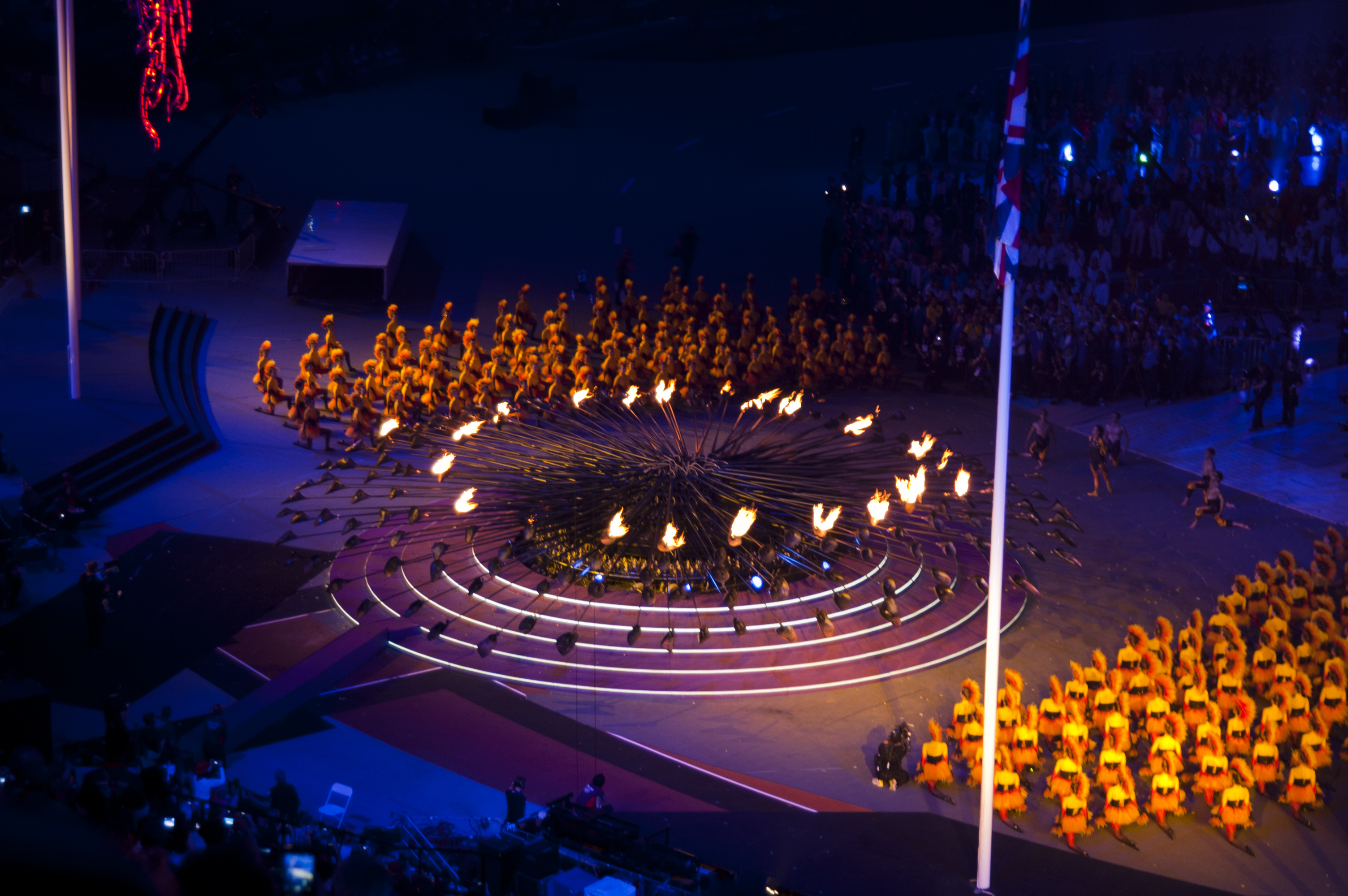
Il braciere olimpico che gradualmente si spegne durante la cerimonia di chiusura dei giochi di Londra 2012.

### Chiusura dei Giochi
Dopo il passaggio di consegne, intervengono il Presidente del comitato organizzatore - che tiene un breve discorso ringraziando atleti e volontari -  e il Presidente del Comitato Olimpico Internazionale, che dichiara chiusi i Giochi utilizzando la formula:
Nel caso dei giochi invernali la formula è invece la seguente:
Avviene infine lo spegnimento del braciere olimpico.

## Episodi particolari
- Durante la cerimonia di chiusura delle Olimpiadi di Mosca 1980, a causa del boicottaggio americano per l'invasione sovietica dell'Afghanistan  non fu suonato l'inno degli Stati Uniti d'America, Paese ospitante dell'edizione 1984. Ancora, invece che la bandiera americana fu issata quella della città di Los Angeles. Non ci fu inoltre la tradizionale cerimonia di passaggio di consegne al sindaco della città californiana.[5]
- Durante la cerimonia di chiusura delle Olimpiadi di Sydney 2000 furono issate due bandiere greche, in rappresentanza del Paese di origine delle Olimpiadi e del Paese organizzatore delle olimpiadi successive. La stessa cosa avvenne ad Atene 2004, dove la Grecia era il Paese ospitante. In entrambe le occasioni l'inno greco fu suonato una sola volta.
- Durante la cerimonia di chiusura dei Giochi di Torino 2006, il sindaco di Vancouver Sam Sullivan, essendo tetraplegico, non poté sventolare la bandiera olimpica dopo il passaggio di consegne ma la tenne in una mano mentre muoveva la sua sedia a rotelle avanti e indietro per otto volte. Sullivan dichiarò di essersi allenato a farlo da solo di notte in un parcheggio attirando anche inavvertitamente l'attenzione della polizia.[6]